# Bekštanj
Bekštanj (tudi Malošče, nem.: Finkenstein am Faaker See) je tržna občina na dvojezičnem ozemlju v okraju Beljak-dežela na avstrijskem Koroškem z znamenito slovensko kulturno zgodovino in dediščino. Občina ima okoli 9.000 prebivalcev (2020), samo naselje Bekštanj pa je imelo (leta 2001) samo 1275 prebivalcev in ni največje naselje v občini; to je Brnca z več kot 1.500 prebivalci.

## Geografija

### Geografski položaj
Tržna občina Bekštanj leži v večjem delu v Baško-Vrbski depresiji (oz. Baški kotlini oz. kotlini Baškega jezera) med Beljaškim poljem in Zgornjim Rožom. Na severu meji na reko Dravo, na jugu Karavanke. Najvišje gore so Maloško poldne (1801 m), Trupejevo poldne (1.931) ter 2.145 m. visoka Jepa (ko jo gledamo s koroško slovenske strani) in Kepa (ko jo gledamo z južne strani). Gozdnati predeli Dobrave in Huma tvorita mejo na severu in vzhodu. Med Spodnjem Dobju in Spodnjimi Rutami je Dobiško jezero. Občina Bekštanj zajame tudi južne predele Baškega jezera vključno otoka na njemu.

### Struktura občine
Bekštanj šteje tako po geografski velikosti kakor tudi po številu prebivalcev med največje podeželske občine Koroške. Občina je sestavljena iz šestih katastrskih občin: Bače, (Spodnje) Borovlje, Brnca, Rute, Vodiča vas, Grpiče, Loče na Baškem jezeru, Malošče ter Šteben.
Občina združuje 28 vasi in zaselkov(v oklepaju nemška poimenovanja in število prebivalcev, stanje leta 2001):
| - Bače (Faak am See) (757) - Bekštanj (Finkenstein, do 1970: Malošče (Mallestig) (1.275) - Brnca (Fürnitz) (1.491) - Dvorec (Höfling) (34) - Grpiče (Korpitsch) (266) - Kopanje (Kopein) (13) - Ledince (Ledenitzen) (897) - Loče (Latschach) (518) - Malence (Mallenitzen) (250) - Mlinare (Müllnern) (252) - Novi Mlinari (Neumüllnern) (127) - Ovčna (Outschena) (33) - Pečnica (Petschnitzen) (73) - Pogorje (Pogöriach) (129) | - Ratenče (Ratnitz) (70) - Spodnje Dobje (Unteraichwald) (91) - Stopca (Stobitzen) (224) - Spodnje Borovlje (Unterferlach) (82) - Spodnje Rute (Untergreuth) (62) - Stari Grad (Altfinkenstein) (80) - Šentjob (Sankt Job) (138) - Teharče (Techanting) (305) - Vodiča vas (Gödersdorf) (450) - Zagoriče (Goritschach) (88) - Zgornje Borovlje (Oberferlach) (96) - Zgornje Dobje (Oberaichwald) (217) - Zmotiče (Sigmontitsch) (81) - Žužalče (Susalitsch) (99) |

### Občinsko središče
Vas Bekštanj se nahaja približno 4 kilometre jugozahodno od Baškega jezera,oz. približno 4 kilometre od avtocestnega odcepa Beljak-Toplice. Ima približno 380 hiš in 1300 prebivalcev. Zgodovinski center Malošče s katoliško cerkvijo Sv. Margarete (župnija Šteben-Bekštanj) ob Rožanski cesti B85 danes imenujemo Maloški trg. Na severu se razteza kraj do železniške proge Beljak-Podrožca (postaja Bekštanj).

## Prebivalstvo
Občina Bekštanj ima po ljudskem štetju iz leta 2001 8.190 prebivalcev, del se prišteje k Slovenski skupnosti, drugi jezik še govorijo, se pa ne priznavajo (po javni statistiki 5,6 %).
Slovenska stranka Enotna Lista ima enega občinskega odbornika, zeleni enako. 

## Zgodovina
Današnja občina je poimenovana po gradu, ki je prvič omenjen v neki listini Bekštanjske gospode iz leta 1142, ki je pa izumrla v 15. stoletju. 
Slovenci oz. njihovi predniki Karantanci so se naselili za časa kneževine Karantanije. Od tedaj imamo neprekinjeno prisotnost slovenščine v kraju. Zato je tudi župnija še leta 1924, torej v prvi avstrijski republiki, bila uradno po cerkvenih pravilih povsem slovenska (leta 750 se začne pokristjanevanje Karantancev, ki pa ohranijo svoje lokalne pravice in svoje pravo). 
Leta 1850 so bile ustanovljene v habsburški monarhiji občine sodobnega tipa. Takrat je ustanovljena občina Bekštanj. Leta 1973 pa so ji bile priključene stare občine (Spodnje) Borovlje ter deli stare občine Marija na Zilji . Leta 1979 postane občina tržna občina, in leta 2000 se preimenuje v Bekštanj ob Baškem jezeru.

## Kultura in znamenitosti

### Slovensko Izobraževalno društvo Jepa
Začetki novodobnega kulturnega življenja segajo v 19. stoletje. Toda prva svetovna vojna je močno prizadela kulturno življene v Bekštanju in tako tudi koroški plebiscit leta 1920. Zato sta leta 1922 duhovnik Josip Ogris in Franc Aichholzer iz Spodnjega Dobja ustanovila Izobraževalno društvo »Jepa«, ki je pokrivalo župnijo Loče in Pečnica. Društvo je razvilo v starodavni bukovniški tradiciji kulturnega dela med ljudstvom izredno široko paleto aktivnosti. Poučevali so otroke v materinščini, igrali so gledališče na Žiherjovem odru v Ločah, pri Hanjželetu v Ledenicah in pri Ročičniku v Ratenčah. Tako so mdr. uprizorili Jurčičevega Desetega brata ter zlasti znamenito Miklovo Zalo od Jakoba Sketa. Bogato slovensko kulturno življenje je slonelo tudi na številnih zborih (moški pevski zbor v Maloščah in v Brnci) ter tamburaški zbor. 
Med znamenite osebnosti tega časa štejemo zlasti slovenskega duhovnika, pisatelja in politika Jurija Mateja Trunka (1870-1973) iz Bač. Bil je predsednik Narodnega sveta za Rož, svetovalec jugoslovanske delegacije pri mirovnih pogajanjih v Parizu ter član plebiscitne komisije leta 1920. Leta 1921 je moral emigrirati v Ameriko.
Tudi druga svetovna vojna je terjala ogromne žrtve med društveniki in v slovenski skupnosti. Toda leta 1955 je organizirano kulturno življenje spet zaživelo. Baški fantje so postali steber kulturnega življenja. Sedaj nosi Slovensko kulturno društvo Jepa-Baško jezero kulturno življenje v občini. 
Še leta 1924 so vse župnije v Spodnji Ziljski dolini in v Rožu bile izključno slovenske.

### Stavbarstvo
- Stari grad z areno/odrom
- Grad Novi Bekštanj
- Župnijska cerkev Šteben, v listini omenjena verjetno prvič 1340, gotovo pa 1385, je gotska cerkev iz leta 1472. Mogočni zahodni stolp krona baročna čebulasta streha.
- Farovž Šteben
- Župnijska cerkev Šmihel na Brnci.
- Župnijska cerkev Šenturh v Ločah.
- Podružniška cerkev Šmarjeta v Bekštanju je mala gotska vaška cerkev, omenjena je prvič leta 1340.[6]
- Podružniška cerkev Šentjur v Bačah ob Baškem jezeru je gotska cerkev z mogočnim zahodnim stolpom iz prve polovice 15. stoletja. Prva omemba v listini sega nazaj v leto 1486.
- Podružniška cerkev Sv. Gregor na južnem robu vasi Zagoriče je mala pozno gotska vaška cerkev z romanskimi zidovi.
- Podružniška cerkev Škocjan v Zagoričah
- Križev pot v Zagoričah
- Podružniška cerkev Svete trojice v Pogorjah
- Podružniška cerkev Šentjob
- Gomilsko polje in jamsko naselje na Škocjanu
- železniška postaja Bače ob jezeru[9]

- Podružniška cerkev Šentjur v Bačah ob Baškem jezeru
- Župnijska cerkev Šmihel na Brnci
- Podružniška cerkev Svete trojice v Pogorjah
- Župnijska cerkev Šenturh v Ločah

## Osebnosti
- Valentin Oman (*1935), umetnik, slikar
- Peter »Paco« Wrolich, poklicni kolesar
- Jurij Matej Trunk (1870 - 1973), duhovnik, pisatelj in publicist
- Franc Resman (*1889 - 1968), kulturni aktivist

## Jezera
V občini se nahajata dva turistično pomembna jezera:
Baško jezero in
Dobiško jezero.